# ایر پگاسوس
ایر پگاسوس (به انگلیسی: Air Pegasus) یک شرکت هواپیمایی با کد یاتا OP است که در تاریخ ۲۰۱۴ میلادی تأسیس شده و در تاریخ ۱۲ آوریل ۲۰۱۵ فعالیتش را آغاز کرده‌است. دفتر مرکزی ایر پگاسوس در بنگالورو، هند واقع شده‌است و قطب این شرکت هواپیمایی در فرودگاه بین‌المللی بنگالورو قرار دارد و به ۷ مقصد، پرواز مستقیم انجام می‌دهد.